# Jean Hébey
Jean Hébey, né Jean Raymond Georges Bensimon le 29 août 1916 à Alger, et mort le 31 octobre 1992 à Paris d'une hémiplégie, est un acteur français.

## Filmographie
- 1935 : Le Bébé de l'escadron de René Sti
- 1936 : Bichon de Fernand Rivers
- 1936 : Les Grands de Félix Gandéra et Robert Bibal
- 1936 : Un mauvais garçon de Jean Boyer - Slim
- 1936 : Les Frères Delacloche de Maurice Kéroul et Jean Mugeli (court métrage)
- 1937 : L'Homme de nulle part de Pierre Chenal - Pomino
- 1938 : L'Accroche-cœur de Pierre Caron
- 1938 : Remontons les Champs-Élysées de Sacha Guitry - Louis XVI
- 1939 : L'Entraîneuse d'Albert Valentin - un pensionnaire
- 1939 : Eusèbe député d'André Berthomieu - le maître d'hôtel
- 1940 : Battement de cœur de Henri Decoin - Ponthus
- 1945 : L'Invité de la onzième heure de Maurice Cloche - Frédéric
- 1946 : L'Affaire du collier de la reine de Marcel L'Herbier - Louis XVI
- 1947 : Le Mariage de Ramuntcho de Max de Vaucorbeil - l'hôtelier
- 1947 : L'Éventail de Emil-Edwin Reinert
- 1947 : Quai des Orfèvres de Henri-Georges Clouzot - l'excentrique
- 1947 : Une nuit à Tabarin de Karel Lamač - le speaker
- 1948 : Clochemerle de Pierre Chenal - un commis
- 1948 : Émile l'Africain de Robert Vernay - le clerc de notaire
- 1948 : À poings fermés de Marcel Martin - (court métrage)
- 1949 : Manon de Henri-Georges Clouzot - l'hôtelier
- 1949 : Une femme par jour de Jean Boyer - (Bob
- 1949 : Valse brillante de Jean Boyer - le directeur
- 1950 : Manèges de Yves Allégret - l'acheteur de chevaux
- 1950 : Mon ami Sainfoin de Marc-Gilbert Sauvajon - le cabaretier
- 1950 : Pas de week-end pour notre amour de Pierre Montazel - Robert Renfort, le directeur du journal
- 1950 : La petite chocolatière de André Berthomieu
- 1950 : Plus de vacances pour le Bon Dieu de Robert Vernay
- 1950 :  Mon ami Sainfoin de Marc-Gilbert Sauvajon
- 1950 : La Valse de Paris de Marcel Achard - le dîneur
- 1950 : Nous irons à Paris de Jean Boyer
- 1950 : Ma pomme de Marc-Gilbert Sauvajon - le patron du restaurant
- 1950 : Quai de Grenelle de Emil-Edwin Reinert - Jacques, le directeur de la boîte de nuit
- 1951 : Chacun son tour de André Berthomieu - Barbochon
- 1951 : Les Nuits de Paris de Ralph Baum - le restaurateur
- 1951 : La Plus Belle Fille du monde de Christian Stengel - le directeur du journal "France Presse"
- 1953 : Le Témoin de minuit de Dimitri Kirsanoff - M. Filmont, l'éditeur
- 1953 : L'Aventurière du Tchad de Willy Rozier
- 1953 : Les Compagnes de la nuit de Ralph Habib - l'avocat
- 1954 : Crainquebille de Ralph Habib - le bistrot
- 1954 : Faites-moi confiance de Gilles Grangier - (M. Kapok)
- 1954 : Le Grand Jeu de Robert Siodmak - le brigadier
- 1954 : Les Intrigantes de Henri Decoin - le juge d'instruction
- 1954 : Poisson d'Avril de Gilles Grangier - M. Dutreille, un client du garage
- 1954 : Chiens perdus sans collier de Jean Delannoy - "La Cravatte", le spécialiste des enlèvements d'enfants
- 1955 : Oasis d'Yves Allégret
- 1955 : Chantage de Guy Lefranc - un inspecteur
- 1955 : La Rue des bouches peintes de Robert Vernay - le bijoutier
- 1955 : Frou-Frou de Augusto Genina - l'homme qui veut enlever "Frou-Frou"
- 1955 : La Main au collet - (To catch a Thief) de Alfred Hitchcock - l'inspecteur Mercier
- 1956 : Marie-Antoinette reine de France de Jean Delannoy - le marquis de Mégennes
- 1956 : Les Duraton de André Berthomieu,
- 1956 : Les carottes sont cuites de Robert Vernay
- 1956 : Baratin de Jean Stelli - uniquement coproducteur
- 1957 : Que les hommes sont bêtes de Roger Richebé
- 1957 : Le Coin tranquille de Robert Vernay - uniquement coproducteur
- 1958 : Mimi Pinson de Robert Darène - uniquement coproducteur
- 1958 : Incognito/Les Femmes aiment ça de Patrice Dally
- 1958 : Madame et son auto de Robert Vernay
- 1958 : Suivez-moi jeune homme de Guy Lefranc - le bijoutier
- 1959 : Asphalte de Hervé Bromberger - un homme d'affaires
- 1961 : Alibi pour un meurtre de Robert Bibal - M. Docquois
- 1961 : Aimez-vous Brahms… - (Goodbye again) d'Anatole Litvak
- 1962 : Le Couteau dans la plaie - (Fives miles to Midnight) d'Anatole Litvak - Nikandros
- 1967 : Le Grand Bidule de Raoul André - le ministre
- 1968 : Ces messieurs de la famille de Raoul André - le directeur de Gabriel
- 1968 : Un cri dans l'ombre - (House of cards) de John Guillermin
- 1968 : Les Enquêtes du commissaire Maigret, épisode Le Chien jaune : docteur Fauvet
- 1969 : Au théâtre ce soir : La Courte Paille de Jean Meyer, mise en scène Jacques-Henri Duval, réalisation Pierre Sabbagh, Théâtre Marigny
- 1969 : Au théâtre ce soir : Une femme ravie de Louis Verneuil, mise en scène Robert Manuel, réalisation Pierre Sabbagh, Théâtre Marigny
- 1970 : Au théâtre ce soir : Et l'enfer Isabelle ? de Jacques Deval, mise en scène Jacques Mauclair, réalisation Pierre Sabbagh, Théâtre Marigny
- 1970 : Sapho de Georges Farrel
- 1970 : Les Enquêtes du commissaire Maigret de Claude Barma, épisode : L'Écluse n° 1 : un marchandeur au café
- 1971 : Sur un arbre perché de Serge Korber - le reporter TV
- 1971 : Les Enquêtes du commissaire Maigret de Claude Barma, épisode : Maigret en vacances : Commissaire Masuy
- 1972 : Au théâtre ce soir : Ferrailles et chiffons de Garson Kanin, mise en scène Pierre Mondy, réalisation Pierre Sabbagh, Théâtre Marigny
- 1972 : Le Droit d'aimer de Éric Le Hung
- 1977 : Dossier danger immédiat (Épisode "L'affaire Martine Desclos") de Claude Barma

## Théâtre
- 1933 : Le Vent et la pluie de Georges de Warfaz, Théâtre des Célestins
- 1935 : Rouge ! d'Henri Duvernois, Théâtre Saint-Georges
- 1948 : Mademoiselle de et mise en scène Jacques Deval, Théâtre Saint-Georges
- 1949 : L'École des dupes comédie en 1 acte d'André Roussin, mise en scène de l'auteur, Théâtre de la Michodière
- 1950 : Bobosse d'André Roussin, mise en scène de l'auteur, Théâtre royal du Parc, Théâtre des Célestins, Théâtre de la Michodière
- 1952 : Bobosse d'André Roussin, mise en scène de l'auteur, Théâtre des Célestins
- 1953 : L'Invitation au château de Jean Anouilh, mise en scène André Barsacq, Théâtre de l'Atelier
- 1957 : Bobosse d'André Roussin, mise en scène de l'auteur, Théâtre de la Michodière
- 1957 : La Guerre du sucre de Robert Collon, mise en scène Yves Allégret, Théâtre des Bouffes-Parisiens
- 1968 : Adieu Berthe de John Murray et Allen Boretz, mise en scène Jacques Charon, Théâtre des Bouffes-Parisiens
- 1969 : L'Ascenseur électrique de Julien Vartet, mise en scène Roland Piétri, Théâtre de la Renaissance
- 1970 : Les Enfants d'Édouard de Marc-Gilbert Sauvajon, mise en scène Jean-Paul Cisife, Théâtre des Bouffes-Parisiens